# 프레시안
프레시안(Pressian)은 2001년 9월 24일 '관점이 있는 뉴스'를 표방하며 창간한 대한민국의 진보 성향 인터넷 언론으로, 법인 형태는 협동조합이다.

## 개요
프레시안(PRESSian)’이란 이름은, ‘프레스(Press)’와 ‘인터넷 얼터너티브 뉴스(Internet Alternative News)’를 합친 것으로 대안언론을 만드는 신문쟁이들이라는 뜻이다.
기성 언론과 다른 매체를 만들고자 하는 경력 기자들이 모여 2001년 창간했으며, 품격 높은 온라인 정론을 표방한다. 복잡한 사회현상을 각계 전문가와 함께 심층적으로 풀어내겠다고 한다.
노동, 환경, 에너지, 생명, 안전, 보건, 복지 등의 사안에 큰 관심과 취재력을 쏟고 있으며, 종이신문에는 절대 실릴 수 없는 논문에 준하는 장문의 외부 필진의 기고문도 종종 실린다.
김용철 변호사의 삼성 비자금 폭로 사건, 황우석 논문조작 사건에서 초기부터 일관되게 삼성과 황우석을 비판한 몇 안 되는 언론사 중 하나이다. 
프레시안 BOOKS라는 서평 전문 코너가 있다.
2013년 5월 6일에 프레시안의 경영진은 새로운 매체상을 만들고자 법인 형태를 주식회사에서 협동조합으로 전환하기로 결의했다. 6월 1일에 창립총회를 치렀고, 7월 3일부로 전환을 완료했다. 같은 해 송건호 언론상을 수상했다.

## 연혁
- 2001년 9월 프레시안 창간
- 2007년 11월 독자 후원캠페인 '프레시앙' 시작
- 2010년 3월 이미지 섹션 'Image Pressian' 출범
- 2010년 7월 서평 섹션 '프레시안 books' 출범
- 2011년 4월 '광고 없는 페이지' 캠페인 시작-정기 후원회원 가입 독자에게 광고 없는 지면 제공
- 2011년 11월 창간 10주년 토크콘서트
- 2013년 6월 프레시안 협동조합 전환-창립총회 개최

## 수상
| 연도        | 수상자          | 상                                                 | 수상 내용 |
| ----------- | --------------- | -------------------------------------------------- | --- |
| 2004년 3월  | 강양구          | 국제앰네스티 언론인권상 기획보도부문               | 황우석 논문조작 단독 보도 |
| 2005년 2월  | 이주명·노주희   | 언론노조 민주언론상 보도부문 특별상                | 한미FTA 연속 기획보도 |
| 2008년 1월  | 여정민          | 언론인권상                                         | 비정규노동 집중 보도 |
| 2011년 1월  | 프레시안 경제팀 | 언론인권상                                         | 삼성 무노조 문제 집중 보도 |
| 2011년 1월  | 프레시안 경제팀 | 미디어공공성포럼 언론상                            | '삼성 백혈병 사태' 집중 보도 |
| 2011년 12월 | 손문상 화백     | 올해의 시사만화상                                  | 희망버스 만평 |
| 2013년 6월  | 허환주          | 한국온라인저널리즘어워드 탐사기획보도부문 최우수상 | 비정규직 산업재해 르포 |
| 2013년 12월 | 프레시안        | 제12회 송건호언론상 수상                           | 과학적 의문 제기와 진실 탐구 탐사보도 전문매체 환경문제 집중 보도 인문학 가치 수호 사회적 약자 목소리 대변 정치·언론 개혁에 대한 사회적 공론장 형성 한반도 평화를 위한 노력 경주 |
| 2014년 12월 | 손문상 화백     | 올해의 시사만화상 대상                             | 세월호 추모 만평 |
| 2015년 9월  | 허환주          | 이달의 기자상                                      | 조선소 산업재해 기획보도 |
| 2015년 11월 | 서어리          | 국제 앰네스티언론상                                | <나는 간첩이 아닙니다> 기획보도 |
| 2015년 12월 | 손문상 화백     | 이달의 기자상                                      | 전문보도 부문 - 경찰 물대포에 맞는 농민 백남기 씨 |
| 2016년 3월  | 이근영 경영대표 | 유미과학문화상 수상                                | |
| 2017년 11월 | 전홍기혜        | 국제앰네스티 언론상                                | '한국 해외입양 65년' 기획보도 |

## 주요 임원 및 편집·취재진
- 박인규 이사장
- 이근영 경영대표
- 박세열 편집국장
- 이승선 기자
- 임경구 기자 (정치·외교·통일 에디터)
- 전홍기혜 기자
- 이대희 기자
- 허환주 기자 (사회·경제 에디터)
- 최형락 사진기자
- 이명선 기자
- 곽재훈 기자
- 이재호 기자
- 서어리 기자
- 박정연 기자

## 특기
프레시안이 국립오페라단장 이소영의 경력이 대부분 허위라고 보도하고 이에 대해 반박이 있었다.
하지만 2011년 5월에 감사원은 프레시안이 보도했던 이소영 단장의 허위 경력 의혹이 대부분 사실임을 확인했다.

## 같이 보기
- 오마이뉴스
- 레디앙
- 대구광역시